# Alnus acuminata
Alnus acuminata, llamado aile o aliso andino, es una especie arbórea que pertenece a la familia de las betuláceas. Llega a medir hasta 20 m de altura, sus frutos son unas nueces aladas, hojas resinosas y en forma ovada. Es nativa de América del Sur extendiéndose incluso hasta Centroamérica. El aprovechamiento de su corteza es amplio para malestares relacionados con la garganta y hemorragias.  

## Descripción

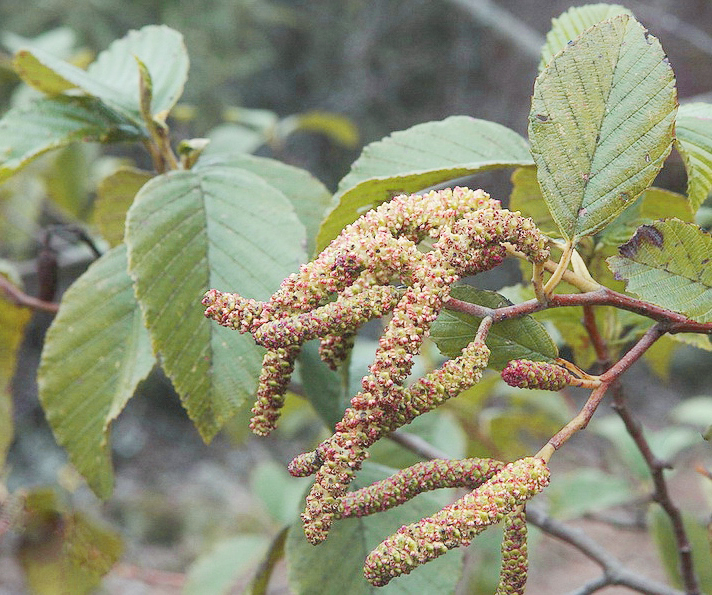
Frutos de Alnus acuminata

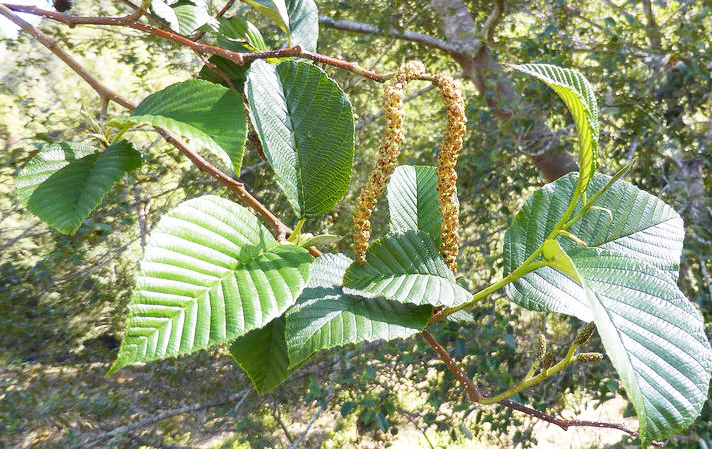
Hojas y frutos de Alnus acuminata

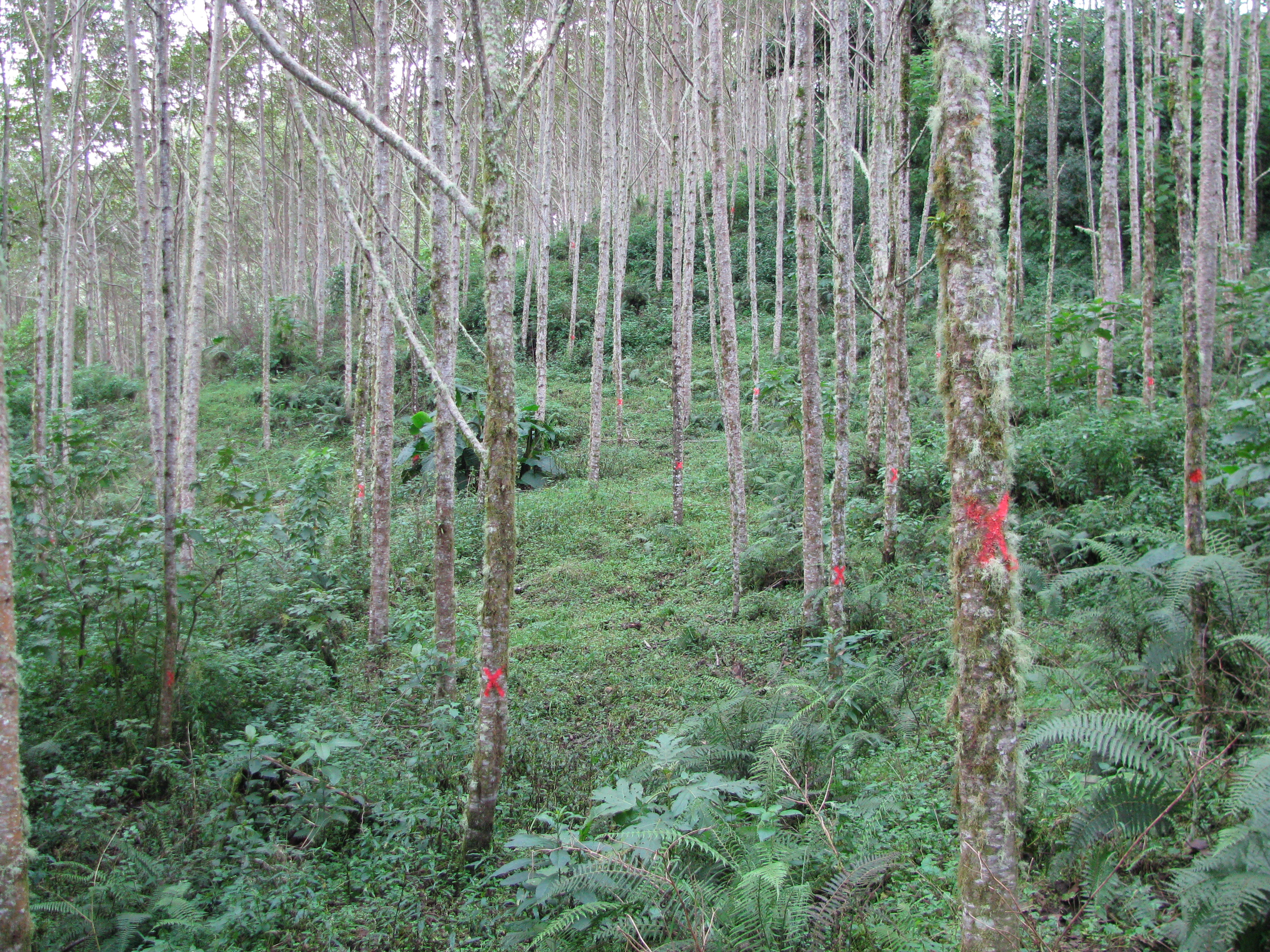
Plantación de Alnus acuminata en Costa Rica

Árbol hasta de 20 m de altura, tronco único desde la base, a veces varios, corteza escamosa, gris, con lenticelas observables a simple vista, el follaje es perenne cuando crece en quebradas húmedas y caducifolio en ladera semisecas.
- Hojas: alternas, simples, ovoideas, algo resinosas, con el ápice acuminado y el borde aserrado.
- Tronco: cilíndrico a ligeramente ovalado. Generalmente de varios troncos.[3]
- Flores: unisexuales, masculinas y femeninas sobre un mismo árbol, pero en inflorescencias diferentes, flores masculinas agrupadas en amentos, péndulos, flores femeninas con brácteas formando un cono estrobiliforme.
- Frutos: nueces pequeñas, aladas, protegidas dentro del estróbilo leñoso, liberadas a la madurez y diseminadas por el viento y el agua.
- Raíz: sistema radical poco profundo, amplio y extendido.[3]

## Distribución y ecología
Es propia de cañadas y laderas húmedas y se distribuye altitudinalmente desde los 1400 - 3200 m s. n. m., creciendo en suelos profundos o medianamente profundos con subsuelo rocoso, aunque también puede desarrollarse en laderas con menor humedad y expuestas a vientos secos, pero entonces con menor crecimiento. En las cañadas húmedas pueden formar rodales casi puros; más, hacia las laderas se acompañan con quewiña (Polylepis besseri), wislulu (Schinus andinus), chachacoma (Escallonia salicifolia), orco chachacoma (Escallonia resinosa), china chachacoma (Escallonia tucumanensis) y janack'achi (Berberis commutata).  Se la halla en Argentina, Bolivia, Costa Rica, Colombia, Ecuador, Guatemala, México, Panamá, Perú. Esta especie es conocida en Perú como lambras por el vocablo quechua lámran.
En México se distribuye en la región central del país y con algunos registros reportados en Oaxaca y Chiapas.
El aliso puede soportar temperaturas por debajo de cero por breve tiempo (N.A.S. 1980), aunque según (Lamprecht 1990) es capaz de soportar hasta temperaturas de bajo cero de -10 °C y nevadas esporádicas.
Se desarrolla en áreas montañosas con pendientes de escarpadas a muy escarpadas que oscilan entre 25 y 40 grados de inclinación y su distribución coincide con las isoyetas de 600 a 1200 mm en Tarija (Liberman 1991).
No es exigente en cuanto a calidad de suelos siempre y cuando haya buena humedad y con buena capacidad de drenaje, crece en un amplio rango de textura desde la arcillosa hasta arenosa e inclusive en suelos pedregosos y superficiales (Pretell et al. 1985).
La capacidad de fijar nitrógeno en simbiosis, con microorganismos Actinomicetes del género Frankia le da la facultad de colonizar suelos pobres y fertilizar los suelos donde crece, acumulando una extraordinaria cantidad de materia orgánica en un tiempo relativamente corto (N.A.S 1980, Grau 1985).
Se comporta como una especie marcadamente pionera, especialmente adecuada como rodal protector inicial de las laderas erosionadas y en las cuencas hidrográficas de las tierras altas (Lamprecht 1990, Grau 1985).

## Fenología y reproducción
Se observa en floración en septiembre-octubre y con frutos maduros en enero-febrero. Se reproduce a través de semillas, hijuelos de raíz y estacas. Las semillas no requieren tratamiento previo para su germinación. Las formas recomendables de reproducir aliso son mediante germinación de semillas y vegetativamente vía estacas, aunque las plantas originadas de estacas tienen un desarrollo radicular superficial en relación con las plantas producidas por semillas que tienen raíz pivotante de penetración profunda según Pretell et al. (1985).
Es recomendable inocular el suelo de viveros con Frankia, llevando suelos de alisales tanto para la germinación de semillas como para el enraizamiento de estacas.
El porcentaje de germinación de las semillas es bajo (10%), reduciéndose rápidamente en poco tiempo, aunque este porcentaje puede variar dependiendo del origen de la semilla. Germina en condiciones de luz plena entre los 12 a 30 días después de la siembra (Prettell et al. 1985, Lamprecht 1990).
Su crecimiento es rápido y plantado entre 2000 y 3000 m s. n. m., ha demostrado ser claramente más eficiente que otras especies introducidas, característica que plantea a esta especie como una alternativa para el repoblamiento forestal con un potencial económico similar al pino y al eucalipto (Lamprecht 1990).
Tiene la capacidad de podarse naturalmente y de esa manera ofrecer madera de buena calidad sin muchos ojos. El crecimiento en plantaciones artificiales es más rápido que en bosques naturales debido al mayor espaciamiento (Bernal & Correa 1989).

## Taxonomía
Alnus acuminata fue descrita por Carl Sigismund Kunth y publicado en Nova Genera et Species Plantarum (quarto ed.) 2: 20. 1817. (28 Apr 1817)

Etimología
Alnus: nombre genérico del latín clásico para este género.
acuminata: epíteto latíno que significa "terminado en punta"

Sinonimia
- Alnus acuminata var. genuina Regel, 1861[10]

- Alnus acuminata var. spachii Regel, 1865[11] ≡ Alnus spachii
- Alnus acutissima (H.J.P. Winkl.) Callier, 1918[12] ≡ Alnus acuminata subsp. acuminata[13]
- Alnus acuminata var. ferruginea Kunth, 1861[14] ≡ Alnus ferruginea
- Alnus mirbelii Spach, 1841[15] ≡ Alnus acuminata var. mirbelii
- Alnus spachii (Regel) Callier, 1918[16] ≡ Alnus acuminata var. spachii
- Betula arguta Schltdl., 1832[17] ≡ Alnus acuminata subsp. arguta[18]

## Usos
Da leña de buena calidad, de amplio uso y comercializada principalmente en el norte de Potosí; la madera y los troncos se utilizan para la construcción de casas (vigas), chozas y apriscos; la corteza rica en taninos se usa para curtir cueros. En la medicina tradicional las hojas frescas maceradas en alcohol sirven para fricciones contra el reumatismo.
De acuerdo a la literatura la madera sirve también para construcciones livianas, cajas, utensilios domésticos, cabos de escobas e instrumentos musicales. También es materia prima para carbón vegetal aunque de baja calidad (Lamprecht 1990). De acuerdo a sus propiedades físicas, ésta puede ser utilizada potencialmente para pulpa de papel, ebanistería, lápices, fósforos, muebles, yugos, artículos deportivos, embalajes y encofrados (Rojas 1992). Esta especie es muy recomendable en reforestaciones para mejorar las condiciones de los suelos, pasturas naturales y como estabilizadoras de torrentes con problemas de erosión (Nuñez 1991). Programas silvopastoriles indican altos valores de productividad ganadera en bosques abiertos de aliso (Liberman 1991).

### Medicinales
Se utilizan: corteza y hojas. Es tónico y su corteza es astringente, se le usa en gárgaras para dolores de garganta. La corteza fresca provoca vómito; pero también se utiliza la corteza para otros fines no eméticos.
La corteza en polvo y las hojas han sido utilizadas como astringente interno, externo y también como; la corteza en una sustancia hemostática, interna y externa pues controla y previene las hemorragias. Se la puede usar también como gotas amargas.
Su infusión sirve para calmar las molestias de la gripe e infecciones de la garganta. Ha sido usada como emenagogo, es decir, para facilitar la menstruación.
El aliso se prepara en decocción, hervir 1 cucharadita de corteza u hojas en 1 taza de agua. Tomar 1 a 2 tazas al día, por sorbos.
Principios activos: La planta contiene  taninos y ciertos ácidos.
Uso Externo: La corteza interior hervida en vinagre produce un lavado externo muy útil contra piojos y escamas de la piel.
Para el tratamiento de fracturas, inmediatamente después de su ocurrencia, se reubica el hueso con el tacto, frotando la lesión con mentol, luego se aplica un emplasto compuesto por aliso en polvo, cardón, licamancha molida: que es una piedra compuesta por carbonatos (hembra y macho), quinua (Chenopodium quinua), panela quemada y huevo para componer el emplasto, que se deja actuar por 8 días. Se inmoviliza con entablillado, por 8 meses.

### Observaciones
Esta especie se confunde comúnmente con Alnus jorullensis (H.B.K.) Benth., especie que se distribuye en forma natural de México hacia Guatemala y no llega a Sudamérica. En América del Sur existe una sola especie que es algo variable en los bordes de la hoja y en el indumento (Furlow 1979).

## Nombres comunes
- Aliso, aliso andino,[23] huayó,[24] huauyu, ramrash (en lengua quechua de Áncash),[25] jaúl (en Costa Rica)[26]
- Conocido también como ilamo, jaúl, lambrán, palo de lama, ramram.[27][28]

### Genérica
- Chirinos, Rosana; Pedreschi, Romina; Rogez, Hervé; Larondelle, Yvan; Campos, David (2013). «Phenolic compound contents and antioxidant activity in plants with nutritional and/or medicinal properties from the Peruvian Andean region». Industrial Crops and Products (en inglés) 47: 145-152. doi:10.1016/j.indcrop.2013.02.025. Consultado el 2 de mayo de 2019.

- Idárraga-Piedrahíta, A., R. D. C. Ortiz, R. Callejas Posada & M. Merello. 2011. Flora de Antioquia. Catálogo de las Plantas Vasculares, vol. 2. Listado de las Plantas Vasculares del Departamento de Antioquia. Pp. 1-939.

- Sharon, Douglas; Glenn, Ashley; Bussmann, Rainer W. (2010). «Antibacterial activity of medicinal plants of Northern Peru – can traditional applications provide leads for modern science?». IJTK Vol.9(4) [October 2010] (en inglés estadounidense). ISSN 0975-1068. Consultado el 2 de mayo de 2019.

- Neto, Catherine C.; Owens, Charles W.; Langfield, Richard D.; Comeau, Anthony B.; Onge, Julie St.; Vaisberg, Abraham J.; Hammond, Gerald B. (2002). «Antibacterial activity of some Peruvian medicinal plants from the Callejon de Huaylas». Journal of Ethnopharmacology (en inglés) 79 (1): 133-138. doi:10.1016/S0378-8741(01)00398-1. Consultado el 2 de mayo de 2019.

- CONABIO. 2009. Catálogo taxonómico de especies de México. 1. In Capital Nat. México. CONABIO, Mexico City.

- Hokche, O., P. E. Berry & O. Huber. 2008. 1–860. In O. Hokche, P. E. Berry & O. Huber Nuevo Cat. Fl. Vasc. Venezuela. Fundación Instituto Botánico de Venezuela, Caracas.

- De-la-Cruz, Horacio; Vilcapoma, Graciela; Zevallos, Percy A. (2007). «Ethnobotanical study of medicinal plants used by the Andean people of Canta, Lima, Peru». Journal of Ethnopharmacology (en inglés) 111 (2): 284-294. doi:10.1016/j.jep.2006.11.018. Consultado el 2 de mayo de 2019.

- Correa, Mireya D; Galdames; Sánchez de Stapf, Carmen (2004). Catálogo de las Plantas Vasculares de Panamá. ANAM : Smithsonian Tropical Research Institute : Corredor Biológico Mesoamericano del Atlantico Panameño. ISBN 9789962025528. OCLC 59280952.

- Jørgensen, Peter Møller; Léon-Yánez, Susana (1999). Catalogue of the vascular plants of Ecuador = Catálogo de las plantas vasculares del Ecuador. Missouri Botanical Garden Press. ISBN 0915279606. OCLC 42094115. Consultado el 2 de mayo de 2019.

- Torrico, Gualberto (1994). Leñosas utiles de Potosí. Proyecto FAO/Holanda/CDF "Desarrollo Forestal Comunal en el Altiplano Boliviano". OCLC 54953533. Consultado el 2 de mayo de 2019.

- Killeen, Timothy J.; García E., Emilia.; Beck, Stephan (Stephan G.); Missouri Botanical Garden.; Herbario Nacional de Bolivia. (1993). Guía de árboles de Bolivia. Editorial del Instituto de Ecologia [distributor]. ISBN 0915279223. OCLC 29996051. Consultado el 2 de mayo de 2019.

- Furlow, J. J. 1979. The systematics of the American species of Alnus (Betulaceae). Rhodora 81(825): 1–121.
- Furlow, J. J. 1977. Family 49, Betulaceae. In Burger, W. (Ed.), Flora Costaricensis. Fieldiana, Bot. 40: 56–58.
- Foster, R. C. 1958. A catalogue of the ferns and flowering plants of Bolivia. Contr. Gray Herb. 184: 1–223.

### Específica
- She, Gaimei; Shen, Meng; Wang, Le; Bai, Shaojuan; Chen, Xiaoyi; Zhao, Yicheng; Chang, Yanli; He, Ting et al. (2017). «The Genus Alnus, A Comprehensive Outline of Its Chemical Constituents and Biological Activities». Molecules (en inglés) 22 (8): 1383. doi:10.3390/molecules22081383. Consultado el 2 de mayo de 2019.

- Escobar, María Paula; Dussán, Jenny (2016). «Phytoremediation potential of chromium and lead by Alnus acuminata subsp. acuminata». Environmental Progress & Sustainable Energy (en inglés) 35 (4): 942-948. doi:10.1002/ep.12297. Consultado el 2 de mayo de 2019.

- Aguilar, María I.; Rovelo, Ricardo; Verjan, Juan G.; Illescas, Oscar; Baeza, Ana E.; De La Fuente, Marcela; Avila, Ileana; Navarrete, Andrés (2011). «Anti-inflammatory activities, triterpenoids, and diarylheptanoids of Alnus acuminata ssp. arguta». Pharmaceutical Biology (en inglés) 49 (10): 1052-1057. ISSN 1388-0209. doi:10.3109/13880209.2011.564634. Consultado el 2 de mayo de 2019.

- Gallardo-Lancho, J. F.; Aceñolaza, P. G. (2008). «Influencia de la edad del bosque en la evolución de la pérdida de peso seco en hojarasca de Alnus acuminata en alisedas de la provincia de Tucumán (Argentina)». Forest Systems 4 (2): 178-188. ISSN 2171-5068. Consultado el 31 de marzo de 2019.